# Spoorlijn 140A
Spoorlijn 140A was een Belgische spoorlijn die Châtelet met Lodelinsart verbond. De inmiddels opgebroken spoorlijn was 7,8 km lang.

## Geschiedenis
Op 23 juni 1862 werd de spoorlijn officieel geopend door de spoorwegmaatschappij Grand Central eBelge, die op 1 januari 1897 werd opgekocht door de Belgische Staatsspoorwegen. De spoorlijn werd enkelsporig aangelegd en ze werd nooit geëlektrificeerd.
De laatste reizigerstrein reed in 1925, maar de spoorlijn werd nog gebruikt voor het goederenvervoer. Het baanvak tussen Lodelinsart en Charleroi-Nord werd gesloten in 1950 en opgebroken in 1951. Het baanvak tussen Charleroi-Nord en het goederenstation Roctiau bleef nog geopend tot 1960 en in 1962 werden ook hier de sporen opgebroken. Enkel de industrie-aansluiting vanuit Châtelet naar Roctiau bleef nog lange tijd in gebruik. Op 25 april 1986 reed hier de laatste goederentrein. In 1988 werd het laatste deel van spoorlijn 140A opgebroken.

## Huidige toestand
Op het tracé van lijn 140A is een gedeelte van de lijn naar Châtelet van de Métro Léger de Charleroi gebouwd. De werken aan lijn M5 werd echter een hele tijd stilgelegd. Pas in 2023 startte men met de uiteindelijke afwerking en ingebruikname is gepland voor 2026.

## Aansluitingen
In de volgende plaatsen was er een aansluiting op de volgende spoorlijnen:
Châtelet
Spoorlijn 119 tussen Châtelet en Luttre
Spoorlijn 130 tussen Namen en Charleroi-Centraal
Spoorlijn 130C tussen Châtelet en Charleroi-Centraal
Spoorlijn 138 tussen Châtelet en Florennes-Centraal
Charleroi-Noord
Spoorlijn 257 tussen Y Noir-Dieu en Charleroi-Noord
Lodelinsart
Spoorlijn 140 tussen Ottignies en Marcinelle
Spoorlijn 264 tussen Lodelinsart en Jumet-Coupe

## Lijn 284
Het resterende gedeelte van de lijn tussen Y Trieu-Kaisin en Montignies-sur-Sambre was tot 1988 spoorlijn 284.